# Tales of Symphonia
Tales of Symphonia (テイルズオブシンフォニア, Teiruzu obu Shinfonia) é um jogo lançado para o console Gamecube, da Nintendo, e depois para o console PlayStation 2, da Sony. Primeiramente foi lançado no Japão, em 29 de Agosto de 2003, depois na América do Norte em 13 de Julho de 2004, e por fim na Europa em 19 de Novembro de 2004. A versão de PlayStation 2 foi lançada somente no Japão, em 22 de Setembro de 2004, e contava com muitas novas adições ao jogo. Os ports de PlayStation 3 (denominado Tales of Symphonia Chronicles) e de Microsoft Windows foram lançados respectivamente em 2013 e 2016. Uma versão remasterizada para PlayStation 4, Xbox One e Nintendo Switch será lançada em 17 de fevereiro de 2023.
O jogo foi produzido pela Namco (mais precisamente pela Namco Tales Studio; departamento responsável por todos os jogos da série "Tales of") e contava com a direção de arte de Kosuke Fujishima, que foi responsável pela produção de famosos animes como Ah! Megami-Sama! (ああっ女神さまっ).

## História

### Introdução
"Once upon a time, there existed a giant tree that was the source of all mana. A war, however, caused this tree to wither away, and a hero's life was sacrified in order to take its place. Grieving over the loss, the goddess disappeared unto the heavens. The goddess left the angels with the edict: "You must wake me, for if I should sleep, the world shall be destroyed." The angels bore the Chosen One, who headed towards the tower that reached up unto the heavens. And that marked the beginning of the regeneration of the world." Retirado do livro de instrução oficial do jogo.
A história inicialmente se passa no mundo de Sylvarant, em uma vila chamada Iselia. O mundo sofre de um grande colapso com o uso excessivo de mana pelo Desians (a raça inimiga no jogo), que é a fonte de energia no mundo. Seguindo as palavras da deusa Martel no momento de sua morte, os anjos escolhem “The Chosen One”, Collete Brunel, uma moradora da vila, a escolhida para salvar o mundo da destruição. Então estará nas mãos da escolhida de seus companheiros completar “The Journey of World Regeneration” (A Jornada de Regeneração do Mundo), pois, completando essa jornada, o mundo finalmente poderia ser salvo.

## Personagens

### Heróis

#### Lloyd Irving
(ロイド・アーヴィング "Roido Aavingu" / Dublador da versão americana: Scott Menville)
Idade: 17
Altura: 1,73 m
Peso: 58 kg
Lloyd é o personagem principal - órfão desde pequeno, foi criado pelo anão Dirk, que se tornou seu pai adotivo, próximo à vila de Iselia. Seus amigos são Collette Brunel e Genis Sage, dos quais ele é muito protetor. Ele acompanha Collette como um de seus guardiões em sua jornada de regeneração. Lloyd é desmazelado, um péssimo estudante e preguiçoso, mas age com seriedade quando tem que proteger seus amigos e defender seus ideais. Também tem um conhecimento preciso de Expheres, um talento que se mostra bastante útil no curso de sua jornada. O jogador poderá controlar Lloyd na maior parte do jogo. Ele usa duas espadas, e seus ataques são puramente físicos. É o único personagem (juntamente com Presea) que não possui ataques mágicos.
Lloyd, depois de descobrir a verdade sobre os Meio-Elfos e sobre Cruxis (inclusive sobre a "traição" Kratos), decide buscar um ideal, diferente de Mithos, onde todos podem viver felizes sem medo de discriminação ou sofrimento por causa de sua raça.

#### Collette Brunel
(コレット・ブルーネル "Koretto Buruuneru" / Dubladora da versão americana: Heather Hogan)
- Idade: 16 anos
- Sexo: Feminino
- Profissão: Estudante
- Peso: 44 kg.
- Altura: 157 cm.
- Raça: Humano
- Cabelo:Loiro
- Olhos: Azuis

A Escolhida de Sylvarant. Collette é uma garota gentil e desinteressada que sempre pensa nos outros antes de si mesma. Durante o jogo, ela se mostra ser muito desajeitada, e seus repetitivos tropeços fazem as coisas mais inesperadas(e às vezes úteis) acontecerem, como fazer um buraco na parede da escola ou desativar a mais complexa maquinaria. Ela é também muito ingênua, e não percebe coisas que são óbvias a todos. Entretanto, ela sabe ser gentil às pessoas e perdoá-las, uma de suas característas marcantes. Seu pai é um anjo e, conforme o jogo progride, ela fica cada vez mais próxima de se tornar um anjo, mas nunca chega a terminar completamente a transformação. Como a Escolhida da Regeneração, seu objetivo é ascender à Tower of Salvation como um anjo, salvando então o decadente mundo de Sylvarant. Durante a jornada, é descoberto que o ritual do Escolhido na verdade é parte de uma trama planejada pela Cruxis, e completando-a significará que Collette perderá sua alma para servir de corpo a Martel. Collette usa primariamente ataques físicos, atacando com dois chakrans. Mais tarde no jogo, ela aprende poderosas técnicas dos anjos.

#### Genis Sage
(ジーニアス・セイジ "Jiiniasu Seiji" / Dubladora da versão americana: Colleen O'Shaughnessey)
cor do cabelo: prateado
cor dos olhos: azuis
Idade: 12
Altura: 1,41 m
Peso: 29 kg
A criança prodígio de Iselia, melhor amigo de Lloyd, e irmão mais novo de Raine, a professora da escola de Iselia. No começo do jogo, ele e Lloyd são exilados de Iselia, e os dois se unem a Collette em sua jornada de regeneração. Os irmãos Sage são meio-elfos, mas se referem a si próprios como elfos de sangue puro, para evitar a discriminação dos humanos. Ao sentir a discriminação racial em Tethe'alla, Genis começa a odiar os humanos, mas lembra que seus amigos também são humanos. Mais tarde no jogo, quando o grupo se encontra com Mithos, ele se alegra por finalmente ter um amigo meio-elfo, mas acaba dividido entre ser amigo de Mithos ou de Lloyd. Mesmo depois de revelado que Mithos é Yggdrasil, o principal antagonista, ele ainda quer ser amigo de Mithos e pede a Lloyd que destrua o Cruxis Crystal de Mithos após o grupo derrotá-lo em Vinheim, para que ele possa morrer como ele mesmo no fim do jogo. Apesar da idade, Genis é um gênio(seu nome seria Genius, se traduzido literalmente do japonês). Ele tem uma língua afiada, e suas emoções variam muito, desde ficar bravo com Zelos e suas piadas, até participar de minigames com os Katz. Genis é um mago, e luta com poderosas magias elementais, entre elas a clássica magia de trovão da série Tales, Indignation. Ele usa uma kendama para lançar suas magias.

#### Kratos Aurion
(クラトス・アウリオン "Kuratosu Aurion" / Dublador da versão americana: Cam Clarke)
Idade: 28(sua idade real é 4028)
Altura: 1,86 m
Peso: 78 kg
Kratos é um misterioso mercenário que se oferece para proteger Collette em sua jornada. Embora ele acompanhe o grupo por bastante tempo, mais tarde é revelado que ele é um dos quatro Seraphims, companheiro de Mithos Yggdrasil durante a Guerra de Kharlan, e um espião de Cruxis. Ele trai o grupo na Tower of Salvation, mas seus reais motivos só são mostrados mais tarde, quando ele revela ser o pai de Lloyd, e estava procurando uma maneira para que um humano pudesse brandir a Eternal Sword, para que pudesse consertar o que Mithos havia feito ao mundo. Foi ele quem matou a mãe de Lloyd, Anna, pois ela havia se transformado em um monstro e o implorou para que a matasse. Também é revelado que Kratos foi o professor de Mithos e o ensinou a lutar com uma espada, no tempo em que os dois viajavam juntos. Dependendo das escolhas do jogador, ele pode se unir ao grupo novamente mais tarde. Kratos é um poderoso espadachim e possui excelentes magias. Ele empunha uma espada de dois gumes e um escudo, além de usar magias elementais, de cura e angelicais. Provando que pode ser um dos personagens mais diversificados do jogo,junto com Zelos Wilder.

#### Raine Sage
(リフィル・セイジ "Rifiru Seiji" / Dubladora da versão americana: Kari Wahlgren)
- Idade: 23
- Sexo: Feminino
- Profissão: Arqueóloga/Professora de Iselia
- Peso: 49 kg.
- Altura: 165 cm.
- Arma: Cajado
- Cabelo: Prateado
- Olhos: Azuis

Raine é a irmã mais velha de Genis e a professora da escola de Iselia. É normalmente calma, mas sempre fica excessivamente fascinada com qualquer tipo de ruínas de construções antigas, o que pode ser considerada a maior razão para ela se juntar ao grupo de Collette na jornada da regeneração. Ela sempre cuidou sozinha de Genis, e não hesita em usar de violência física para ensinar uma ou outra lição a Lloyd e Genis. Embora ela e seu irmão dizem ser elfos, mais tarde é revelado que de fato eles são meio-elfos, e vieram do mundo de Tethe'alla. Eles foram enviados a Sylvarant por seus pais para escapar das leis altamente discriminativas de Tethe'alla(meio-elfos são executados por qualquer ato suspeito) e para evitar que a criança-prodígio Raine fosse controlada pela Imperial Research Academy. Enquanto fugiam da Academia, Raine caiu de um barco e quase se afogou, levando-a a ter um sério caso de hidrofobia. Por fim, Virginia, a mãe de Refill e Genius, enviou ambos para o portão entre os mundos para que pudessem escapar. Raine e Genis só puderam viver em Iselia porque foram tidos como elfos, escondendo assim sua verdadeira natureza. Raine é uma clássica curandeira que usa um cajado(a tradução literal de seu nome seria Refill), e também possui magias de luz e de aumentar atributos, fazendo dela um dos mais importantes personagens na hora da batalha.

#### Sheena Fujibayashi
(しいな藤林 "Shiina Fujibayashi" / Dubladora da versão americana: Jennifer Hale)
- Idade: 19
- Sexo: Feminino
- Ocupação: Ninja
- Peso: 48 kg.
- Altura: 165 cm.
- Raça: Humano
- Arma: Cartas mágicas
- Cabelo: Preto
- Olhos: Castanhos

Uma linda mulher do próspero mundo de Tethe'alla. Sheena foi enviada a Sylvarant pelo Papa e pelo Rei com ordens de assassinar Collette, mas ao invés disso, ela acaba se unindo ao grupo. Sheena é forte, mas tem um coração gentil, e está sempre acompanhada de Corrine, um Summon Spirit que um dia foi humano. Ela também é a pessoa que Zelos mais adora flertar, e está sempre dando foras nele. Aos 9 anos, Sheena se aventurou no Temple of Lightning, acompanhada de pessoas de Mizuho, para formar um pacto com Volt, o Espírito do Trovão. Infelizmente, Volt fala uma língua que apenas poucos estudiosos compreendem, e como ela não pode entender o que ele estava dizendo (mais esfecificamente, sua vontade de não formar mais pactos após ser traído por seu último summoner), Volt começou a atacar loucamente, matando um quarto da população de Mizuho e fazendo seu líder (o avô adotivo de Sheena) entrar em coma. A maioria dos moradores passou a odiar Sheena desde então. Ela é especialista em luta corpo-a-corpo e usa cartas mágicas para atacar e causar efeitos negativos no inimigo. Sheena tem um papel vital no jogo: é a única que pode invocar os poderosos Summon Spirits para ajudar nas batalhas. Com exceção de Corrine, ela só pode invocar os espíritos se estiver em overlimit. Entretanto, Corrine só pode ser usado até o momento em que é morto por Volt.
Os Summon Spirits são:
- Efreet, o Espírito do Fogo, também conhecido como The Ruler of Hellfire;
- Undine, o Espírito da Água, também conhecida como The Maiden of the Mist;
- Volt, o Espírito do Trovão, também conhecido como The Hammer of Godly Thunder;
- Gnome, o Espírito da Terra, também conhecido como The Servant of Mother Earth;
- Celsius, o Espírito do Gelo, também conhecida como The Disciple of Everlasting Ice;
- Selphie, Yutis e Fairess(chamadas de Sylph), também conhecidas como Heavenly Messengers;
- Shadow, o Espírito das Trevas, também conhecido como The Envoy from the Dark Abyss;
- Luna e Aska, os Espíritos da Luz, também conhecidos como The Light of the Heavens;
- Maxwell, o Espírito da Criação, que é encontrado em uma side-quest;
- Origin, o Rei dos Espíritos, que forjou a Eternal Sword para Mithos;
- Corrine se torna Verius, o Espírito do Coração(não pode ser invocado).

Quando Sheena tenta novamente formar um pacto com Volt, agora junto com o grupo de Lloyd, Volt ataca Sheena, mas ela é salva por Corrine, que acaba morrendo. Encorajada por Lloyd, Sheena luta com Volt, para que o sacrifício de Corrine não seja em vão, e ganha o respeito do espírito. Depois disso, Sheena não pode mais invocar Corrine, porém, há uma side-quest que permite ao jogador ver Corrine mais uma vez, em uma nova forma, mas Sheena não pode mais mais chamá-lo em uma batalha.
Ela se torna A Sucessora, a próxima líder de Mizuho mais tarde no jogo. Seu nome é derivado de um mestre ninja do Japão feudal, Sabuji Fujibayashi. Sheena também mostra indícios de gostar de Lloyd e, dependendo das ações do jogador no decorrer do jogo, ela pode ou não revelar seus sentimentos.

#### Zelos Wilder
(ゼロス・ワイルダー "Zerosu Wairudaa" / Dublador da versão americana: Shiloh Strong)
- Idade: 22 anos
- Sexo: Masculino
- Peso: 68 kg.
- Altura: 178 cm.
- Raça: Humano
- Arma: Espada
- Cabelo: Ruivo
- Olhos: Azuis

O Escolhido de Tethe'alla. Ele quase nunca é sério, e está sempre fazendo piadas, além de estar sempre pronto para animar a todos em momentos difíceis. Um grande mulherengo, ele joga seu charme para cima de todas as mulheres do jogo, que normalmente dão presentes a ele(o jogador pode tirar proveito dessa habilidade no jogo). Zelos é elegante, e normalmente não pensa muito rápido(apesar de que no jogo é dito que ele é muito bom em matemática), e está sempre querendo impressionar qualquer garota bonita por perto. Ele não perde uma oportunidade de flertar as garotas do grupo, normalmente sendo um distúrbio para elas. A primeira impressão que Zelos dá às pessoas é de uma pessoa paqueradora, irresponsável e imatura. Entretanto, Zelos tem mais conflitos internos e emocionais que qualquer outro personagem. Em Flanoir, Zelos revela a Lloyd(se o jogador escolher conversar com Zelos) que sua mãe, Mylene, devia se casar com seu pai, o Escolhido da época, mesmo sendo contra a vontade dela, pois essa era a ordem do Oráculo de Cruxis. Enquanto crescia, sua vida não era das mais felizes. Foi criado por Sebastian, o mordomo da família. Ambos os seus pais tinham afazeres fora do casamento e pareciam não se importar com ele. Após a morte de seu pai, sua amante tentou matar Zelos, que ainda era uma criança, para que sua filha Seles(a meia-irmã mais nova de Zelos) pudesse se tornar a Escolhida, mas a mãe de Zelos foi acidentalmente atingida tentando salvá-lo. Enquanto morria, suas últimas palavras foram: "Você nunca devia ter nascido." Sua irmã mais nova, Seles, foi enviada a um monastério, e a mãe de Seles foi executada pelo crime. É bem provável que o comportamento narcisista de Zelos origina-se de sua traumática infância.
Na batalha, Zelos é basicamente igual a Kratos: ambos usam o mesmo equipamento e tem habilidades bem parecidas. Se o jogador optar por não falar com Kratos em Flanoir, Zelos trairá o grupo na Tower of Salvation, mas voltará pouco tempo depois. No entanto, se o jogador escolher conversar com Kratos, Zelos será morto após a traição.

#### Presea Combatir
(プレセア・コンバティール "Puresea Konbatiiru" / Dubladora da versão americana: Tara Strong)
- Idade: 12 na aparência, na realidade tem 28
- Sexo: Feminino
- Profissão: Lenhadora
- Peso: 24 kg.
- Altura: 137 cm.
- Raça: Humano
- Cabelo: Rosa
- Olhos: Azuis

Uma jovem lenhadora da pequena cidade de Ozette, em Tethe'alla. Quando se encontra com o grupo pela primeira vez, ela é uma vítima de um Cruxis Crystal, uma espécie de Exsphere mais potente. O Cruxis Crystal suprime suas emoções, fazendo ela agir de forma robótica. Quando o Cruxis Crystal é finalmente removido de seu corpo, é revelado que estava também retardando seu envelhecimento. Os moradores de Ozette mantêm distância dela e a chamam de monstro porque ela aparentemente não pode envelhecer, usa um machado com um corpo pequeno, e não enterrou seu pai, que morreu de uma doença há muito tempo sem que ela percebesse. Enquanto as outras pessoas envelheciam, ela não era capaz de os acompanhar, ou até mesmo perceber as mudanças, devido ao efeito da Exsphere. Então, apesar da aparência de 12 anos, ela tem na verdade 28. Devido às suas emoções ficarem suprimidas por tanto tempo, Presea esqueceu muito das coisas comuns no mundo, e o que significa ser humano. Com o tempo, ela reaprende o que havia esquecido. Embora, como ela diz, o tempo que ela perdeu jamais poderá ser recuperado. À primeira vista, Presea é muito introvertida e quase não fala, visto que ela já não entendia o que significava ser humano, mas finalmente ela começa a se enturmar com os outros personagens. Genis tem uma queda por ela(à primeira vista). Presea usa um machado nas lutas e, apesar de ser mais lenta que os outros, é bastante forte.

#### Regal Bryant
(リーガル・ブライアン "Riigaru Buraian" / Dublador da versão americana: Crispin Freeman)
- Idade: 33
- Sexo: Masculino
- Profissão: Presidente de uma empresa
- Peso: 85 kg.
- Altura: 188 cm.
- Raça: Humano
- Cabelo: Azul
- Olhos: Castanhos

Um presidiário enviado pelo Papa de Tethe'alla com o objetivo de capturar Collette. Ele acaba se unindo ao grupo, pois reconhece Presea. Como é revelado, Regal é na verdade o presidente da Corporação Lezerano, uma grande empresa que exerce muita influência em Tethe'alla. Ele e Alicia Combatir, irmã mais velha de Presea, eram noivos, daí a razão pela qual ele reconhece Presea. Alicia foi uma vítima das pesquisas com Exspheres, e acabou se tornando um monstro. Regal foi forçado a matá-la. Ele nunca pode se perdoar por isso, por isso se voluntariou a ir para a prisão. Regal sempre usa algemas para simbolizar seu crime e sua promessa de que nunca mais usará suas mãos para matar. Regal é bondoso e gentil, e um cozinheiro muito talentoso(o que é estranho, visto que seus únicos membros livres são os pés, o que se torna meio que uma piada em certo ponto). Regal é um lutador único, e possui, além de várias técnicas de luta corpo-a-corpo, algumas magias de cura. Ele usa apenas os pés para lutar, uma espécie de placas de metal para aumentar o poder de seus chutes. Ele é claramente o cume da masculinidade(já que um de seus títulos, é adequadamente nomeado de 'Testosterona').

### Aliados
Os aliados(ou NPCs) incluem:
- Dirk, o pai adotivo de Lloyd;
- Marble, a velha senhora que se torna amiga de Genis;
- Sua neta, Chocolat;
- Altessa, o anão;
- Sua criação, Tabatha, a boneca viva;
- O excêntrico cozinheiro, wonder Chef;
- Orochi, o ninja de Mizuho, juntamente com toda a população da vila dos ninjas;
- Botta e os renegados;
- Neil, que servia ao Governador-General Dorr;
- Seles, a meia-irmã de Zelos;
- E Martel, a Deusa.

#### Martel
(マーテル "Maateru" / Dubladora da versão americana: Kim Mai Guest)
Martel é a irmã de Mithos. Como no caso de Raine e Genis, Martel cuidou e criou seu irmão mais novo, então, quando Martel morreu, Mithos ficou totalmente arrasado, e determinado a trazê-la de volta à vida por meio de um Escolhido que tivesse o corpo parecido com ela, assim como a assinatura de mana, para que a alma de Martel pudesse ser transferida a tal corpo. Perto do final do jogo, Mithos consegue passar a alma de Martel para o corpo de Collette, mas Martel abomina Mithos por permitir que milhares de pessoas sofram por milhares de anos para sua ressurreição, e retorna para o Cruxis Crystal, uma poderosa Exsphere, que une sua alma à semente da Giant Kharlan Tree. Quando a árvore é ressussitada no final do jogo, as almas de Martel e Mithos se unem com várias outras almas para criar o Summon Spirit Martel, usando Tabatha, uma boneca humanóide que se assemelha a Martel, como meio intermediário. Ela se torna a guardiã da Yggdrasil, a Giant Kharlan Tree renascida, que é o nome que Lloyd dá à arvore no fim do jogo como prova do pacto entre eles. Este espírito aparece em Tales of Phantasia, juntamente com todos os outros espíritos de Tales of Symphonia, com a exceção de Celsius.

## Mecânicas do Jogo

### Batalhas
Como nos jogos anteriores da série Tales of, Tales of Symphonia usa nova versão do Linear Motion Battle System (Sistema de batalha em movimento linear) que quase todo jogo da série usa.
Ao contrário de muitos RPGs tradicionais, o sistema de batalha de Tales of Symphonia é em tempo real. Todos os quatro personagens na batalha podem ser controlados por jogadores, ou pela IA do jogo, que tomará decisões de acordo com padrões pré-definidos pelo jogador. As batalhas podem ser pausadas a qualquer momento, e as ações controladas pela IA podem ser alteradas nos menus. A movimentação nas lutas depende da posição do inimigo. O jogador trava sua mira num personagem em um sistema parecido com o de Zelda, e pode se mover para frente ou para trás em direção ao inimigo, mas não para os lados. O botão A controla os ataques, e o B, as técnicas especiais. Se o comando "Guard" for mapeado para o botão R, o sistema de luta funcionará de forma similar a Super Smash Bros. Melee. Defender tem uma importância muito maior em Tales of Symphonia do que nos outros jogos da série, já que os personagens de Symphonia tomam muito mais dano quando não estão defendendo, além de que defender previne seu personagem de acabar ficando paralisado(flinch) por um curto período de tempo. Usando Guard enquanto está no ar permite ao seu personagem aterrissar em pé.
Há um ataque especial chamado Unison Attack, que pode ser usado quando a barra acima dos status dos personagens for preenchida. Em um Unison Attack, cada personagem usa uma técnica especial ao mesmo tempo. Poderão ser usadas as técnicas mapeadas para o botão B, os outros três personagens usam os botões Y, X e A enquanto durar o Unison Attack. Se os personagens usarem certas técnicas no mesmo Unison Attack(Por exemplo, o Hammer Rain de Collet e o Sonic Sword Rain de Lloyd), elas se combinarão em um Compound Special Attack(Stardust Rain), similar às 'Double Techs de Chrono Trigger, e causarão um dano maior.
Outra adição ao linear Motion Battle System é o overlimit. Os personagens entram em overlimit após receberem certo número de golpes do inimigo(o que varia em cada personagem). Primeiramente, o overlimit impede seu personagem de ter seus ataques cancelados, o que significa que ele pode atacar como se estivesse num modo berserk, além de tomar menos dano dos ataques recebidos. Em alguns casos, overlimit permite ataques ou magias especiais, como o Indignation Judgement de Genis e Sheena não pode usar summons se não estiver em overlimit. Para magos, o tempo para se lançar uma magia é reduzido, o que é particularmente útil, pois é normal eles terem suas magias interrompidas por inimigos. Alguns inimigos também podem entrar em overlimit, e eles tendem a usar magias instantaneamente.
O sistema de Cooking(cozinhar) também influencia no overlimit; um personagem que come algo que gosta muito entra em overlimit mais cedo, assim como ele entraria mais tarde se tivesse comido algo que não gosta. Essa é a razão por que alguns personagens entram em overlimit assim que uma batalha começa.

### Subindo de Nível
Embora Tales of Symphonia use o típico sistema de pontos de experiência, com os personagens ganhando força e habilidades com o acúmulo de EXP, vários fatores controlados pelo jogador influenciam a evolução dos personagens.
Cada personagem pode equipar até 4 EX Gems de diferentes níveis; cada Ex Gem pode ser aplicada para diferentes habilidades, desde aumentar atributos a dar bônus fora das lutas(Por exemplo, a Personal Skill Level 2 de Zelos permite a ele ganhar itens de mulheres com o seu charme), e certas combinações dão habilidades extras. A natureza das habilidades da EX Gem escolhida determina se o personagem aprenderá técnicas do tipo technical ou strike, que altera a natureza e às vezes a quantidade de técnicas disponíveis. Essas habilidades providas pelas Ex Gems, bem como a tendência entre technical ou strike podem ser alteradas a qualquer momento.
Cada personagem também pode ter até 25 títulos, que são conseguidos em certos níveis, completando determinados eventos ou vencendo certos desafios, e reflete aspectos como a personalidade dos personagens e seus feitos. Collette, por exemplo, recebe o título de Chosen, enquanto Raine é nomeada Archaeological Mania. A maioria dos títulos determina quais atributos dos personagens aumentarão quando subirem de nível, mas alguns poucos(como o Beach Boy de Lloyd) não dá bônus algum, mas permite trocar a roupa do personagem.

### Cozinha
Tales of Symphonia também mostra novidades na recuperação dos personagens. Ainda existem os padrões dos RPGs como Inns, itens e magias de cura, mas os personagens também podem aprender receitas do exêntrico Wonder Chef. Se o personagem possui os ingredientes necessários, ele ou ela pode preparar um lanche que trará efeitos benéficos ao grupo, como recuperar HP, TP, curar efeitos como veneno, e até aumentar atributos temporariamente. Entretanto, um personagem pode falhar na cozinha, causando o desperdício dos itens e efeitos negativos no grupo. A aprendizagem de cada receita é representada por estrelas; todos os personagens começam com poucas estrelas preenchidas, mas a quantidades de estrelas disponíveis varia com cada personagem, representando seu gosto pessoal e sua habilidade culinária. Um fato engraçado em relação à pouca habilidade de Raine na cozinha é que a maioria das suas receitas tem apenas duas estrelas disponíveis de um total de sete. Ironicamente, ou talvez até entendível, seu irmão Genis é o melhor cozinheiro do jogo.

### Skits
Além das conversas dentro do jogo, há vários diálogos(chamados skits) entre os personagens que podem ser vistos em cidades, dungeons e enquanto se viaja pelo mundo. Eles envolvem retratos animados dos personagens, legendas e, na versão japonesa, todos os diálogos são dublados. Há aqueles que podem ser acessados pelo botão Z, e aqueles que acontecem em certas localidades no mapa do mundo. Alguns são obrigatórios, mas são chamados automaticamente pelo jogo. Os skits no mapa do mundo podem afetar a relação de Lloyd com os outros personagens do grupo. Essas conversas podem se referir a qualquer assunto, como Sheena irritada com Zelos e suas cantadas ou Lloyd perguntando se Regal cozinha do mesmo jeito que luta: com os pés.

### Títulos
Uma outra novidade presente neste jogo, que já existia em outros jogos da série como Tales of Eternia, mas sem um propósito específico é a adição dos títulos (titles em inglês).
Os títulos são como pequenos "prêmios" que você ganha ao realizar determinadas tarefas no jogo, tanto nas batalhas quanto fora delas, e variam de tarefas simples e fáceis, como conseguir fazer um combo de 10 hits, a tarefas incrivelmente complicadas ou difíceis, como ficar um determinado período do jogo sem fugir, morrer ou usar itens. É claro que, quanto mais difícil de pegar um título, melhor ele é, e é daí que vemos seu real valor.
A cada título que você ganha e equipa no seu personagem (que pode ser facilmente feito na tela de status), cada vez que você subir um nível, o seu personagem ganhará um bônus permanente no atributo em que o título é forte. Por exemplo, digamos que você tenha o Lloyd equipado com o título "Swordsman", o qual não tem nenhum bônus de atributo, e vá botar o título "Drifting Swordsman", o qual dá, a cada nível subido, um ponto a mais de HP (energia), dois de STR (força) e de DEF (defesa), quando você for equipá-lo no menu de status, as letras ficaram verdes aonde está escrito HP, STR e DEF, significando que os bônus para aqueles status aumentaram. As letras em vermelho significam bônus menores, e em cinza não há nenhuma mudança de bônus.
É até divertido conseguir a maior quantidade de títulos possíveis, mas é importante estabelecer um padrão para deixar seu personagem forte. Se você quiser um personagem com muita força física, procure títulos com boa STR, se você quiser um personagem defesivo, procure títulos com boa DEF, e lembre-se, quanto mais alto o bônus melhor, mas o máximo de bônus que se pode conseguir em um só atributo é dez.

### Grade
Grade é conseguida após as lutas, e é baseada na performance do jogador durante a batalha. Esta, por sua vez, é baseada em vários fatores. Por exemplo, quanto maior o combo conseguido em uma luta, maior será a grade recebida. Se um personagem morre, grade é perdida; o tempo de luta também determina a quantidade de grade recebida após cada batalha. Nos modos Normal e Hard, a quantidade máxima de grade para ganhar ou perder é 20. Foi noticiado que no modo Mania esse número triplica, pode-se ganhar ou perder 60 de grade por luta! Grade pode ser usada para comprar itens para customização e Ex Gems, ou para comprar benefícios em um New Game +.Que variam desde o aumento de experiencia até o Dinheiro(que se chama Gald no jogo) que havia conseguido no jogo passado.

## Versão de PlayStation 2
Originalmente, Tales of Symphonia foi planejado para ser um título excusivo da Namco para o Nintendo Game Cube. Entretanto, no Japão, o jogo foi lançado também para o PlayStation 2. Na versão de PlayStation 2, além de algumas novidades, há mais duas cenas de anime(Que acontecem depois que a Collette recebe suas asas de anjo e depois de receber os Rheiards), várias mudanças opcionais na história e side-quests, alguns monstros a mais, mais técnicas e Unison Attacks, e cada personagem tem mais uma roupa extra. Infelizmente, há alguns problemas, devido às limitações técnicas do PlayStation 2. O tempo de load é maior que a versão de Game Cube. E também, a qualidade dos gráficos e do som não é tão boa quanto no Game Cube, embora alguns acham que isso não faz muita diferença. Novos ataques especiais (Hi Ougis) foram adicionados, todos seguindo da mesma maneira da versão do GC (Condições especiais para habilita-los e com um flash de um desenho rápido do personagem que está executando a técnica. Todos os personagens que não tinham especial receberam um (ou dois) deles, exceto a Sheena, que teve seus Summons virarem especiais. Aqui está a lista:
Lloyd:
Tenshou Shouhazan (Falcon's Crest)
Collette:
Holy Judgement
Genis:
Indignation Judgement
Raine:
Sacred Light*/
Fairy Circle
Kratos/Zelos:
Shining Bind/
Divine Judgement
Presea:
Reppa Enshougeki/
Hiei Meissoujin**
Regal:
Garen Zeshuugeki
- O Hi Ougi da Raine também aparece na versão do GameCube, porém não causa nenhum dano e só pode ser usado com um dispositivo chamado Action Replay.
  - O curioso de Hiei Meissoujin, é que a figura da Presea aparece duas vezes: quando ela executa o golpe e depois de usa-ló, aparece de novo com ela dizendo: "Meu tempo não voltará, pois é uma lei da natureza"

Além dos heróis, inimigos também ganharam novos Hi Ougis:
Mithos:
Indignation Judgement/Shinning Bind
Abyssion:
Indignation Judgement/Shinning Bind/Tenshou Shouhazan/Divine Judgement
Os personagens também ganharam roupas extras:
Lloyd:
Roupas Ninja
Collette:
Roupas do Lloyd(!?)
Genis:
Roupas de neve
Raine:
Roupas de coelinho (Aquelas do cassino de Altamira)
Kratos:
Roupas de Samurai
Zelos:
Roupas de Motoqueiro
Sheena:
Roupas de motoqueiro
Presea:
Roupas de neve
Regal:
Roupas de presidente

## Mídia

### Sucesso
Sendo um dos únicos títulos da série Tales of de RPG a entrar em um dos consoles Nintendo (o outro título foi Tales of Phantasia), Tales of Symphonia fez muito sucesso mostrando a inúmeros novos jogadores a boa qualidade da série. O sucesso foi tanto que o jogo recebeu a denominação "Cult" pelo fãs pelo simples fato de não ter saido mais nenhum Tales para GC, e transformou muitos fãs deste jogo em fãs de toda a série que se encontra no PSX, PSP e PS2. Foi anunciada uma "continuação" de tales of symphonia para o Nintendo Wii.

### Crítica
Tales of Symphonia não foi apenas um sucesso pelos jogadores, mas também pela crítica. Apesar de criticalizado pela história cliché, e vários defeitos em relação à parte sonora e gráfica, recebeu grandes elogios quanto ao seu surpreendente estilo artístico, feito pelo famoso manga-ka (artista de revistas em quadrinhos japonesas) Kosuke Fujishima, inovador e dinâmico sistema de batalha, boa longevidade, e ainda que criticada, história. Recebeu notas altas em todos os sites ou formas de mídias avaliadoras de jogos, e agradou até a aqueles jogadores mais "restritivos" e "rigorosos".
Essas e outras características fazem desse jogo uma bela aquisição para qualquer fã de RPG, da série, de uma bela história, sistema de batalha ou de um bom jogo.

## Ligações com Tales of Phantasia
- No fim do jogo, Lloyd Irving tem que escolher um novo nome para a Giant Kharlan Tree renascida, muitos fãs acreditam que ele escolheu como nome "Yggdrasill", o sobrenome do principal vilão da história, Mithos. No jogo Tales of Phantasia existe uma árvore com esse nome, fora outros fatos que levam a acreditar que Tales of Phantasia é uma sequência em Symphonia, como:
- A existência de Derris-Kharlan.
- Na última forma de Dhaos, asas parecidas com as dos anjos da Cruxis aparecem nas suas costas.
- A presença da própria Martel.
- Suzu Fujibayashi, que muitos acreditam ser descendente da Sheena de Symphonia.
- Aselia, o nome do mundo onde se passa Phantasia é similar ao nome da cidade em Symphonia, Iselia.
- A presença da Eternal Sword.
- Um canhão na cidade de Midgard em Phantasia que usa mana para atacar, similar ao Mana Cannon em Symphonia.
- Temas similares abordando a discriminação contra os meio-elfos.

## OVA
No dia 20 de junho de 2006, a Namco anunciou oficialmente a produção de um anime em formato OVA baseado em Tales of Symphonia. O lançamento foi previsto para 2007, e lançado pelo Frontier Works e Geneon Entertainment, produzido no estúdio Ufotable. A série em OVA contém 4 volumes, e foi finalizada no dia 21 de dezembro de 2007.
No dia 23 de setembro de 2008, foi anunciado no Tales of Festival, evento voltado para a franquia, a continuação do OVA que havia terminado incompleto, chamando-o agora de Tales of Symphonia Tethealla-hen, sendo lançado ainda no outono brasileiro de 2010, pelas mesmas empresas que trabalharam nos primeiros OVAs devido ao ótimo trabalho.